# 刘英士
刘英士（1899年—1985年），江苏海门人，法学家，历任东吴大学、暨南大学、中国公学、南京河海工程学校教授，安徽大学法学院院长，国立编译馆馆长、教育参事，《图书评论》主编，台湾国立艺术专科学校校长。

## 生平
1924年毕业于美国哥伦比亚大学，留学期间曾为中西美留学生组织代表。
1927年在上海与闻一多、梁实秋、徐志摩、张嘉铸、潘光旦、饶孟侃、丁西林、叶公超、胡适、余上沅共同创办新月书店，同为董事。
1948年7月，南京政府教育部首席参事刘英士以“疏导学潮”的名义抵达昆明，随后发生了云南当局镇压“反美扶日”学生运动。

## 作品
- 蒲士《妇女解放新论》汉译本（刘英士译，上海：新月书店，1931年11月初版）